# محمود بن خداش الطالقاني
وهو أبو محمد محمود بن خداش الطالقاني، ولد سنة 160 هـ/776م، وسكن في بغداد وحدث الحديث بها عن هشيم بن بشير وسيف بن محمد الثوري، ومحمد بن ربيعة الكلابي، وعبد الله بن المبارك، وفضيل بن عياض، ويحيى بن سليم، وعيسى بن يونس، وسفيان بن عيينة، ومعن بن عيسى، ويحيى بن سعيد القطان، وعبد الرحمن ابن مهدي، والنضر بن شميل ووكيع ابن الجراح وغيرهم.
وروى عنه: إبراهيم الحربي، والحسين بن محمد المعروف بعبيد العجل، والحسن ابن علي المعمري، والقاسم بن زكريا المطرز، وحامد بن شعيب البلخي، ويحيى بن محمد بن صاعد، ومحمد بن إبراهيم بن فيروز الأنماطي، والقاضي المحاملي وغيرهم.
وكان أبو محمد الطالقاني عالما ناصحا حافظا للحديث النبوي، وصفه أبو الفتح محمد بن الحسين الأسدي الحافظ بأنه من أهل الصدق والثقة، وتوفي في شعبان من سنة 250 هـ/864م، ودفن في مقبرة الخيزران في بغداد.